# John Mahaffy
John Pentland Mahaffy, född 26 februari 1839, död 30 april 1919, var en irländsk historiker.
Mahaffy var professor i antikens historia i Dublin 1869-1900 och president i Irish Academy 1911-16. Mahaffys skrifter behandlar huvudsakligen den hellenistiska tidens historia. Bland hans verk märks The Greek world under Roman sway (1890), The empire of the Ptolemies (1895) samt The silver age of the Greek world (1906), som utmärkte sig mer för ett fängslande framställningssätt än pålitlighet i detaljerna.